# 中歐基金
中歐基金管理有限公司是中華人民共和國一家中外合資的公募基金管理公司，總部位於上海市浦東新區陸家嘴金融貿易區，成立於2006年7月19日。成立之初意大利意聯銀行持股49%，國都證券持股47%，平頂山煤業持股4%。後股東持股股權不斷變更。2013年9月，從事資產管理的子公司深圳中歐盛世資本管理有限公司成立。2014年，该公司成为中国大陆首家实施员工股权激励制度的公募基金公司，國都證券、百骏投资各自将所持10%股份转让给董事长和多名高级管理人员、核心投资研究人员等；2017年，意大利联合银行将所持10%股权转让给董事长等公司核心成员，中欧基金管理层成为第一大股东。

## 外部連結
- 官方网站